# 펜리르

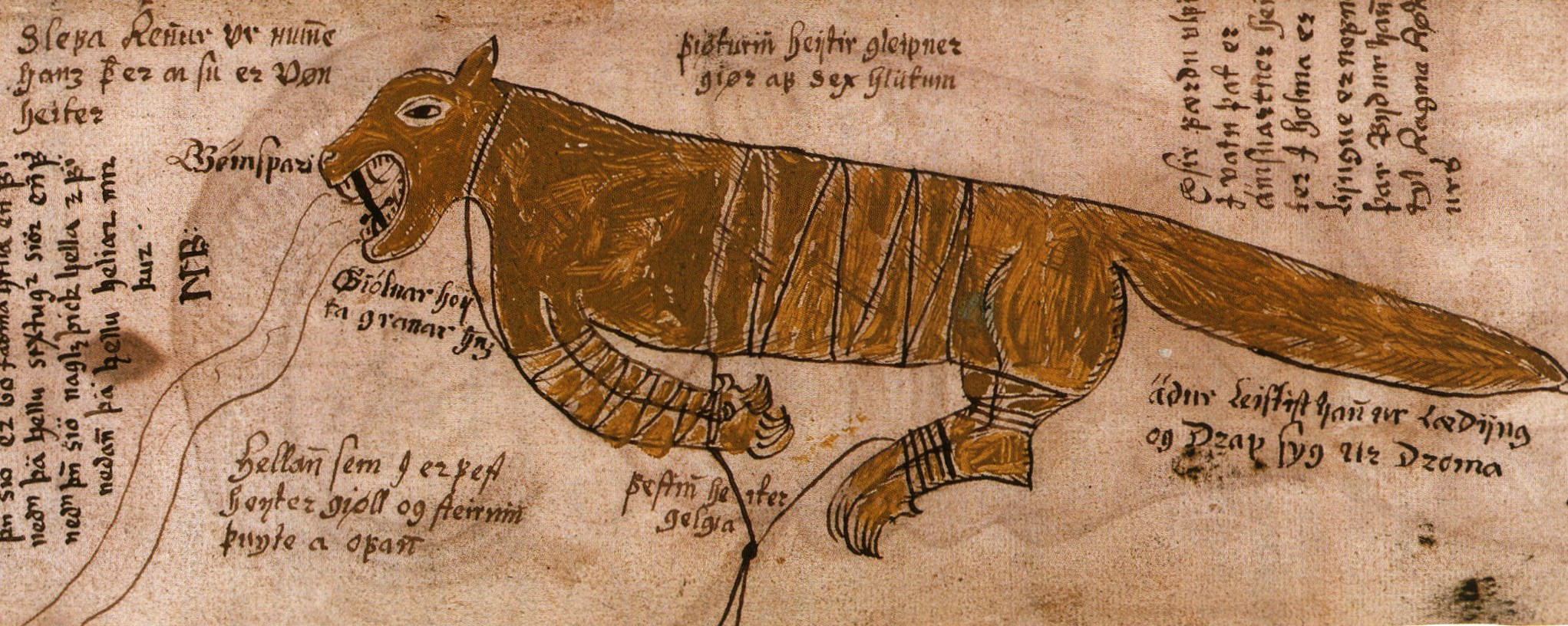
봉인당한 펜리르. 사지가 글레이프니르로 포박당했으며, 입에서 흘러나온 침이 강을 이루고 있다.

펜리르(고대 노르드어: Fenrir→늪지대의 거주자), 또는 펜리스울프(고대 노르드어: Fenrisúlfr→펜리스 늑대), 흐로드비트니르(고대 노르드어: Hróðvitnir→유명한 늑대), 바나르간드(고대 노르드어: Vánagandr→반 강의 괴물)는 북유럽 신화에 등장하는 괴물 늑대이다. 펜리르가 등장하는 고문서로 《고 에다》(Elder Edda), 그리고 스노리 스투를루손의 《신 에다》(Yonger Edda), 《헤임스크링글라》(Heimskringla)가 있다. 이 고문서들에서 공통적으로 언급되는 특징은 다음과 같다. 펜리르는 속임수와 장난의 신인 로키와 여자 거인 앙그로보다 사이에서 태어난 커다란 늑대이다. 스콜과 하티 흐로드비트니손의 아버지이다. 오딘은 펜리르가 자신을 죽일 것이라는 예언을 듣자 불안해진다. 그래서 펜리르를 잡은 뒤에 고양이 발자국 소리, 곰의 힘줄, 물고기의 숨소리, 새의 침, 산의 뿌리, 여인의 수염 등, 세상에 존재하지 않는 6가지 재료로 만든 글레이프니르라는 아주 부드럽고 가는 비단끈으로 펜리르를 꽁꽁 묶어 버렸다. 글레이프니르는 아주 부드럽고 가늘지만 끊기 아주 어려운 끈이다. 펜리르는 최후의 대전쟁 라그나로크에서 오딘을 잡아먹지만 곧이어 오딘의 아들 비다르에게 죽임을 당하게 된다.
해리포터 시리즈에 나오는 늑대인간 펜리르 그레이백의 이름과 같다. 형제는 동생인 요르문간드,  헬Hel이 있다.

## 문헌상의 출전

### 고 에다

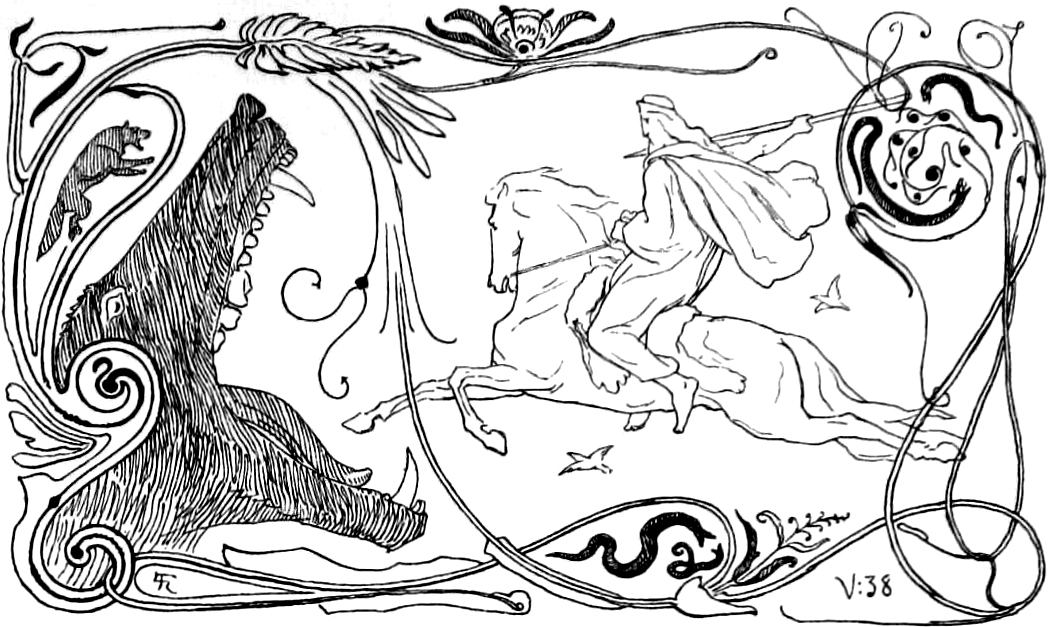
로렌스 프뢸리히 작, 《펜리르와 오딘》(1895년)

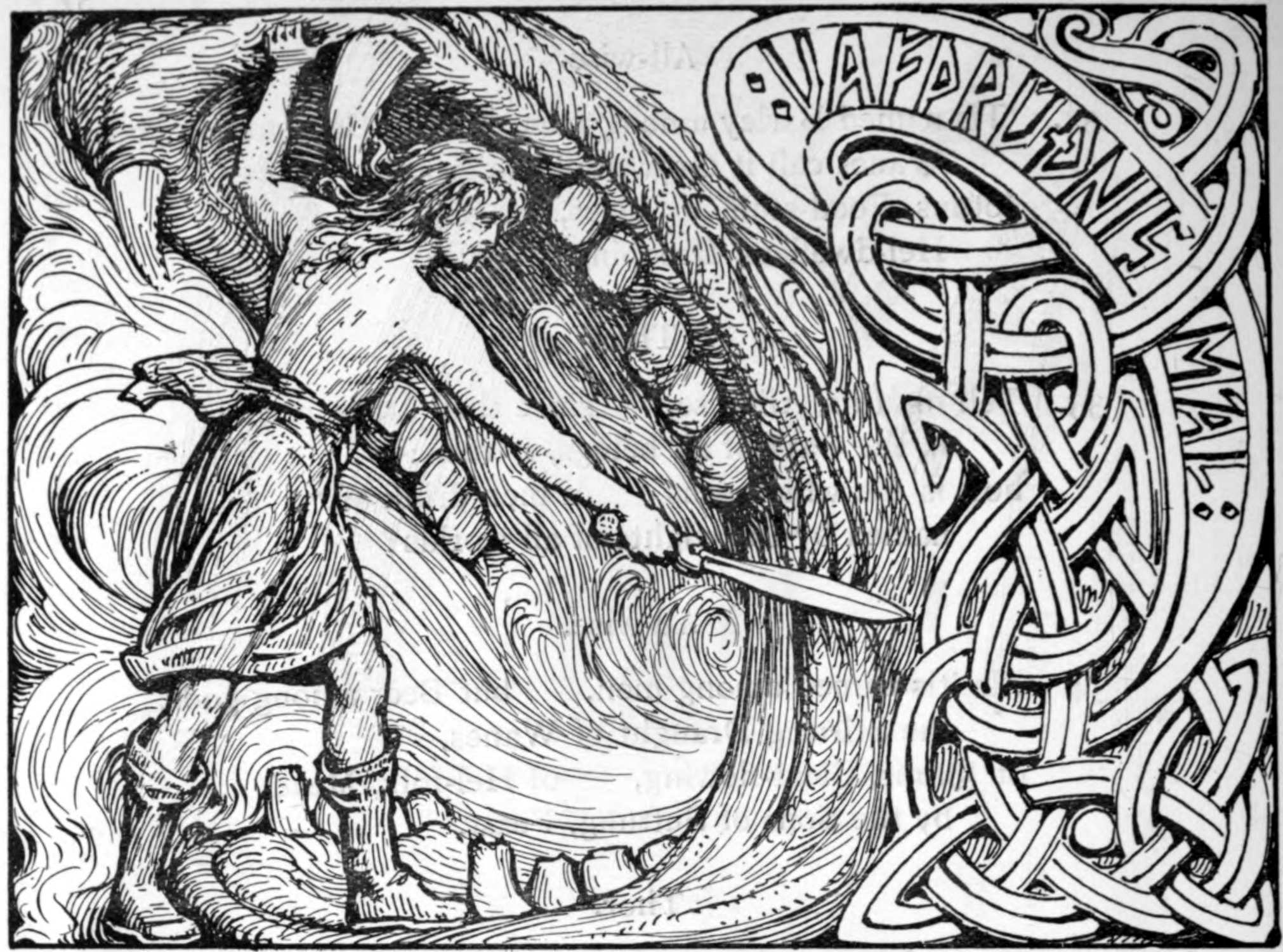
펜리르의 입을 찢는 비다르.

펜리르가 등장하는 부분은 〈무녀의 예언〉(Völuspá)에서 세 부분, 〈바프스루드니르가 말하기를〉(Vafþrúðnismál)에서 두 부분 있다. 〈무녀의 예언〉에서 볼바(völva, 노르만의 무녀)는 동쪽의 야른비드르(Járnviðr→무쇠의 숲) 숲에 앉아 있는 노파가 펜리르의 새끼들을 낳았으며, 그 새끼들 중에 “트롤의 껍데기를 뒤집어 쓰고 달을 낚아채게 될 자”로 점지된 새끼가 있다고 한다. 또한 볼바는 오딘에게 펜리르가 라그나로크 때 오딘을 잡아먹을 것이라고 예언한다.

그러자 흘린은 또다른
비탄을 흘리고,
오딘은 나아가
늑대와 싸우며,
벨리를 죽인 자는,
찬란하게 수르트와 맞선다.
그리하여 프리그는
기쁨을 잃게 되리라.

그 뒤에 나오는 시에서 볼바는 오딘의 아들 비다르가 나타나 “살인자 짐승에게 달려들어” 자신의 손으로 “흐베드룬그의 아들”의 심장에 칼을 박아넣어 아버지의 복수를 한다고 예언한다.
〈바프스루드니르가 말하기를〉에서는 오딘이 지혜로운 요툰 바프스루드니르에게 질문을 하는 부분에서 펜리르가 등장한다.

“나는 여행도 많이 다니고, 모험도 많이 하였으며,
나의 힘을 시험하기도 많이 하였다.
펜리르가 태양을 공격하고 나면, 태양이 어디를 통하여
잔잔한 하늘로 돌아가겠느냐?”

그러자 다음 시에서 바프스루드니르는 태양이 펜리르에게 공격당하기 전에 딸을 하나 낳을 것이며, 이 딸이 자기 어머니가 다니던 하늘의 길을 계속해서 다닐 것이라고 대답한다.

### 신 에다

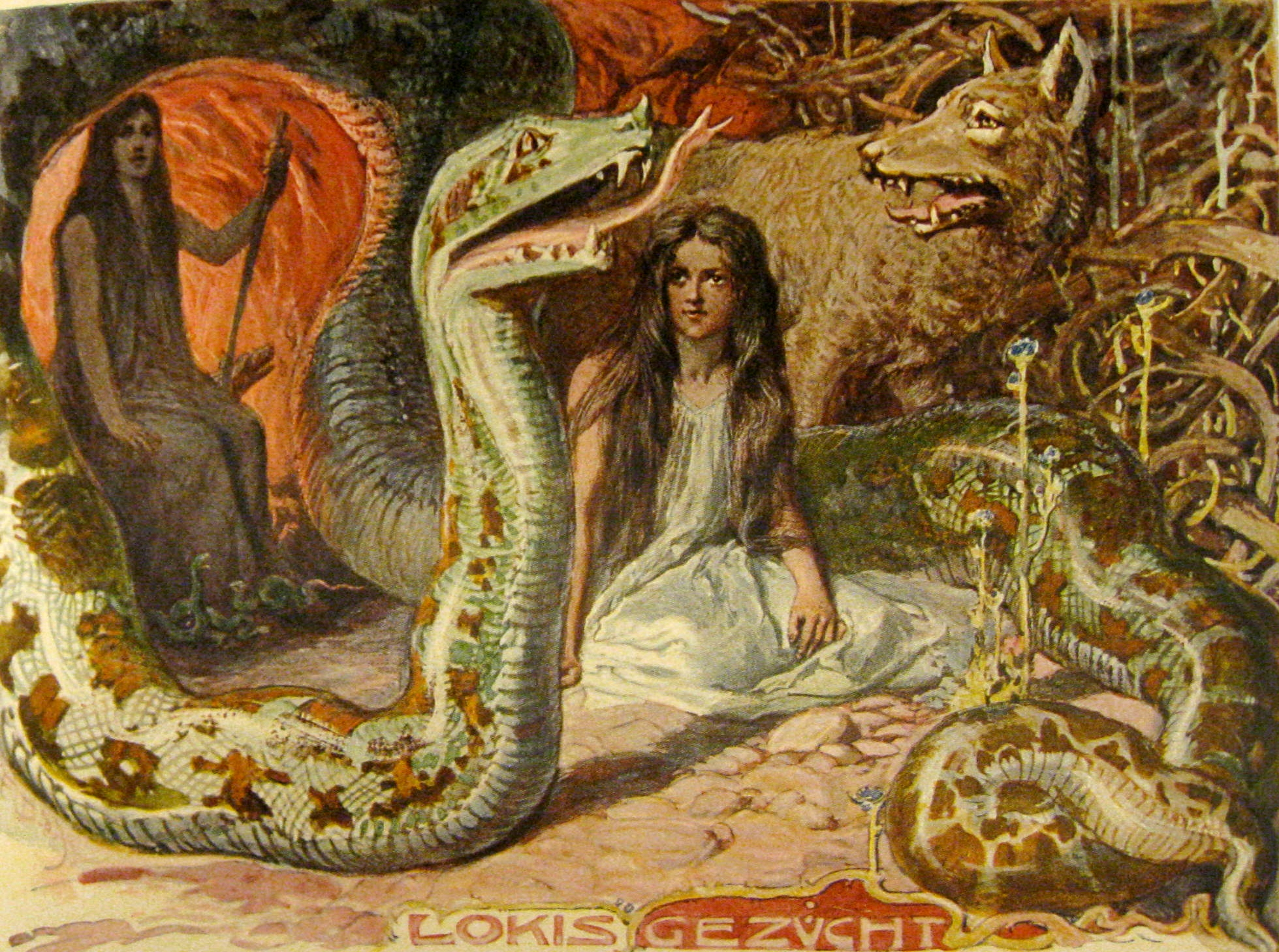
에밀 되플러 작, 《로키의 새끼들》(Loki's Brood, 1905년)

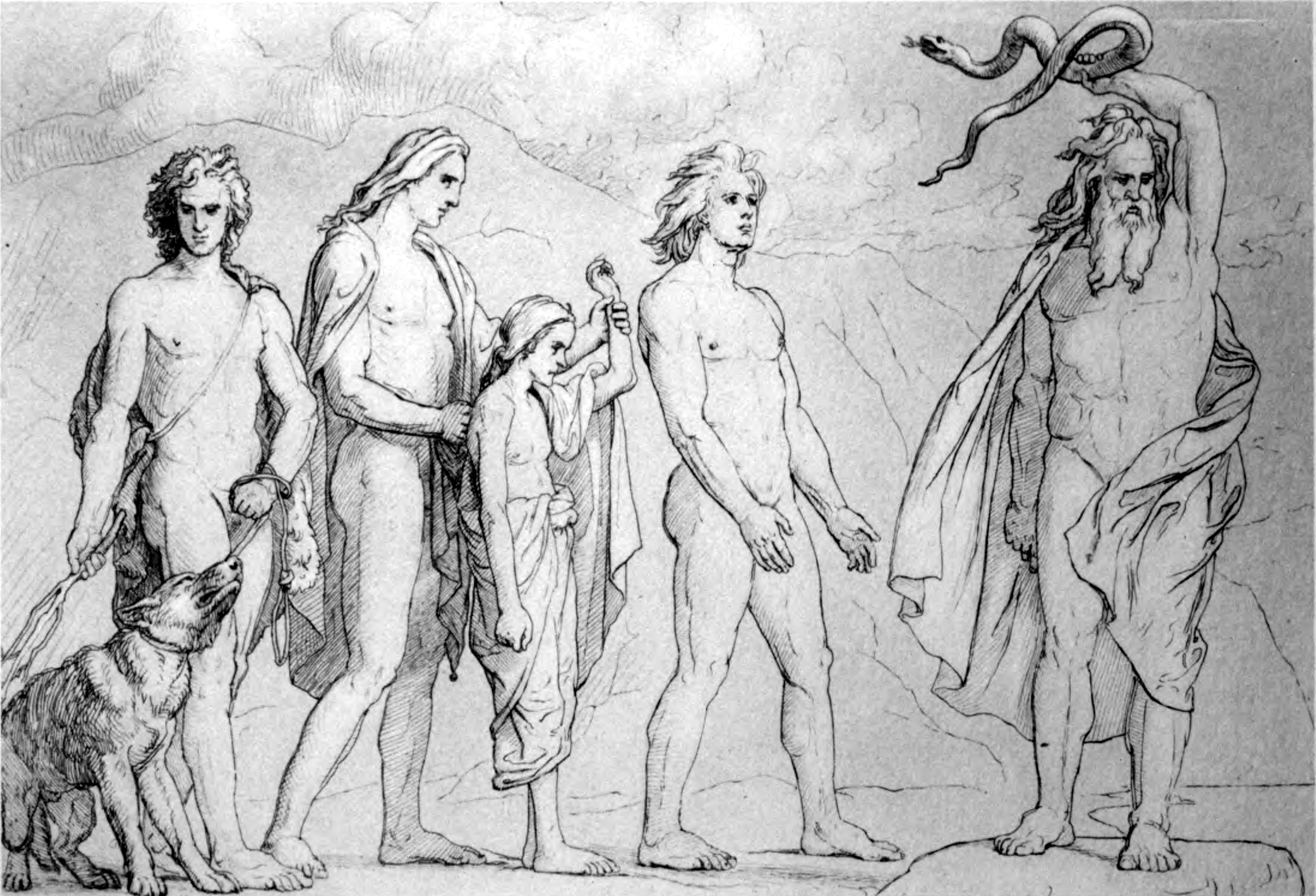
로렌스 프뢸리히 작, 《로키의 아이들》(Loki's Children, 1906년)

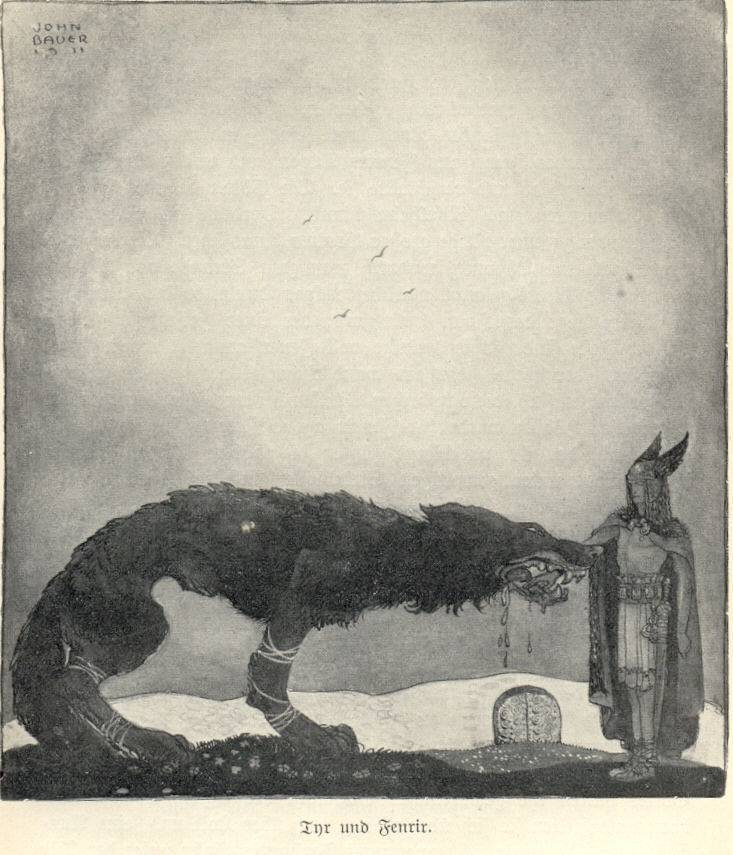
존 바우어 작, 《티르와 펜리르》(Týr and Fenrir, 1911년)

펜리르는 《신 에다》의 세 부분, 〈길피의 속임수〉, 〈시어법〉, 〈운율 일람〉에 모두 등장한다.

#### 길피의 속임수 제13장, 제25장
《신 에다》 〈길피의 속임수〉 제13장에서 《무녀의 예언》을 인용할 때 펜리르가 등장한다. 그 뒤 제25장에서 ‘높으신 분’(Hár, 오딘)이 변장한 길피에게 티르에 관한 이야기를 해 줄 때 펜리르가 다시 등장한다. 높으신 분은 아스 신들이 펜리르를 글레이프니르로 봉인할 때, 티르가 펜리르를 안심시키기 위해 한쪽 손을 늑대의 아가리에 집어넣었던 사건을 들어 티르의 용맹을 이야기한다. 티르가 펜리르의 아가리에 손을 넣었던 것은 펜리르가 아스 신들을 믿지 않았기 때문에 담보를 요구했기 때문이다. 그 결과, 아스 신들이 펜리르를 풀어주지 않자 펜리르는 티르의 손을 물어 끊어 버렸고, 끊겨 버린 “그 부위는 지금 ‘늑대관절’(wolf-joint)이라고 불린다.” 늑대관절이란 손목(wrist)을 의미한다. 그리고 티르는 한쪽 손을 잃게 되었다.

#### 길피의 속임수 제34장
제34장에서 높으신 분은 로키 이야기를 하는데, 로키는 앙그르보다라는 여자 요툰과의 사이에 세 명의 자식을 낳았다. 그 세 자식은 펜리스늑대(Fenrisúlfr), 뱀 요르문간드(Jörmungandr), 그리고 헬(Hel)이라는 딸이었다. 신들은 이 남매가 장차 재앙을 일으킬 것이라고 예상했는데, 부분적으로는 그 어미의 태생 때문이었고 또 부분적으로 그 아비의 천성 때문이었다.
높으신 분은 오딘이 신들을 보내 아이들을 한데 모아 자기에게 데려오게 했다고 이야기한다. 아이들이 도착하자 오딘은 요르문간드를 “모든 땅을 둘러치고 있는 깊은 바다”로 집어던지고, 헬은 니플하임으로 집어던졌으나, 늑대는 “집에” 그대로 두었다. 그리고 펜리르에게 접근할 수 있을만큼 용기있는 신이 티르밖에 없어서, 티르가 펜리르에게 먹이를 주었다. 신들은 펜리르가 매일같이 급속도로 자라고 있다는 것을 알아챘고, 모든 예언이 펜리르가 자신들에게 해가 될 존재라는 것을 말해주고 있었기에, 한가지 계책을 세웠다. 신들은 족쇄를 세 개 만들었다. 첫 번째 족쇄는 매우 튼튼한 ‘레딩’(Leyding)이라는 것이었다. 신들은 레딩을 펜리르에게 가지고 가서 이 족쇄로 힘을 시험해 보라고 했다. 펜리르는 그런 족쇄 따위로 자기의 힘을 구속할 수 없다고 판단하고, 신들이 하려는 대로 내버려 뒀다. 펜리르가 한 번 발을 차올리자 족쇄가 탁 하고 끊어져 버렸고, 펜리르는 레딩에서 쉽게 풀려났다. 두 번째 족쇄로 신들은 두 배로 튼튼한 ‘드로미’(Dromi)를 만들었다. 신들은 펜리르에게 새 족쇄도 시험해 보라고 요구했고, 이렇게 세밀한 솜씨로 만든 족쇄를 부술 수 있다면, 펜리르의 힘에 대한 명성은 더욱 높아질 것이라고 부추겼다. 펜리르는 두 번째 족쇄가 튼튼해 보인다고 생각했지만, 자신의 힘이 레딩을 부술 만큼 강하다는 것도 확인했고 유명해질 수 있다면 그 정도 위험은 감수할 수 있다고 여겼다. 펜리르는 신들이 족쇄를 채우도록 허락했다.
아스 신들이 준비가 끝났다고 하자 펜리르가 다시 한번 몸을 흔들며 족쇄를 땅에서 박찼다. 팽팽해진 족쇄는 펜리르가 발을 차는 대로 끌려가더니 또 끊어져 버렸다. 조각조각난 족쇄는 멀리 날아가 버렸다. 높으신 분은 그 결과 뭔가 엄청난 일을 해낸 경우를 일컫는 ‘레딩에서 벗어나다’("loose from Leyding") 또는 ‘드로미를 부서뜨리다’("strike out of Dromi")라는 관용어구가 생기게 되었다고 설명한다. 아스 신족은 펜리르를 포박할 수 없을까봐 공포에 질리기 시작했고, 오딘은 프레이의 심부름꾼 스키르니르를 스바르트알바헤임으로 보내서 드베르그들에게 시켜 ‘글레이프니르’(Gleipnir)라는 족쇄를 만들었다. 드베르그들은 이 족쇄를 여섯 가지 불가능한 재료(고양이의 발소리, 여자의 턱수염, 곰의 힘줄, 산의 뿌리, 물고기의 숨결, 새의 침)로 만들었다. 높으신 분이 계속해서 말하길, 그 족쇄는 비단 끈처럼 매끄럽고 부드러웠으나, 튼튼하고 질겼다. 스키르니르가 이 끈을 아스 신들에게 가져다 주자 신들은 임무를 완수한 것에 대해 진심으로 감사를 표했다.
아스 신들은 암스바르느티르(Amsvartnir) 호수로 가서 펜리르를 호수 가운데 떠 있는 링그비(Lyngvi→잡초 무성한 곳) 섬으로 데려갔다. 신들은 펜리르에게 비단결 같은 족쇄 글레이프니르를 보여주고, 돌아가면서 글레이프니르를 잡아뜯었지만 찢어지지 않는 것을 보여주면서, 생긴 것보다 훨씬 튼튼한 물건이니 이것도 찢어 보라고 말했다. 신들은 펜리르가 손쉽게 찢어버릴 수 있을 것이라고 얘기했지만, 펜리르는 이렇게 대답했다.

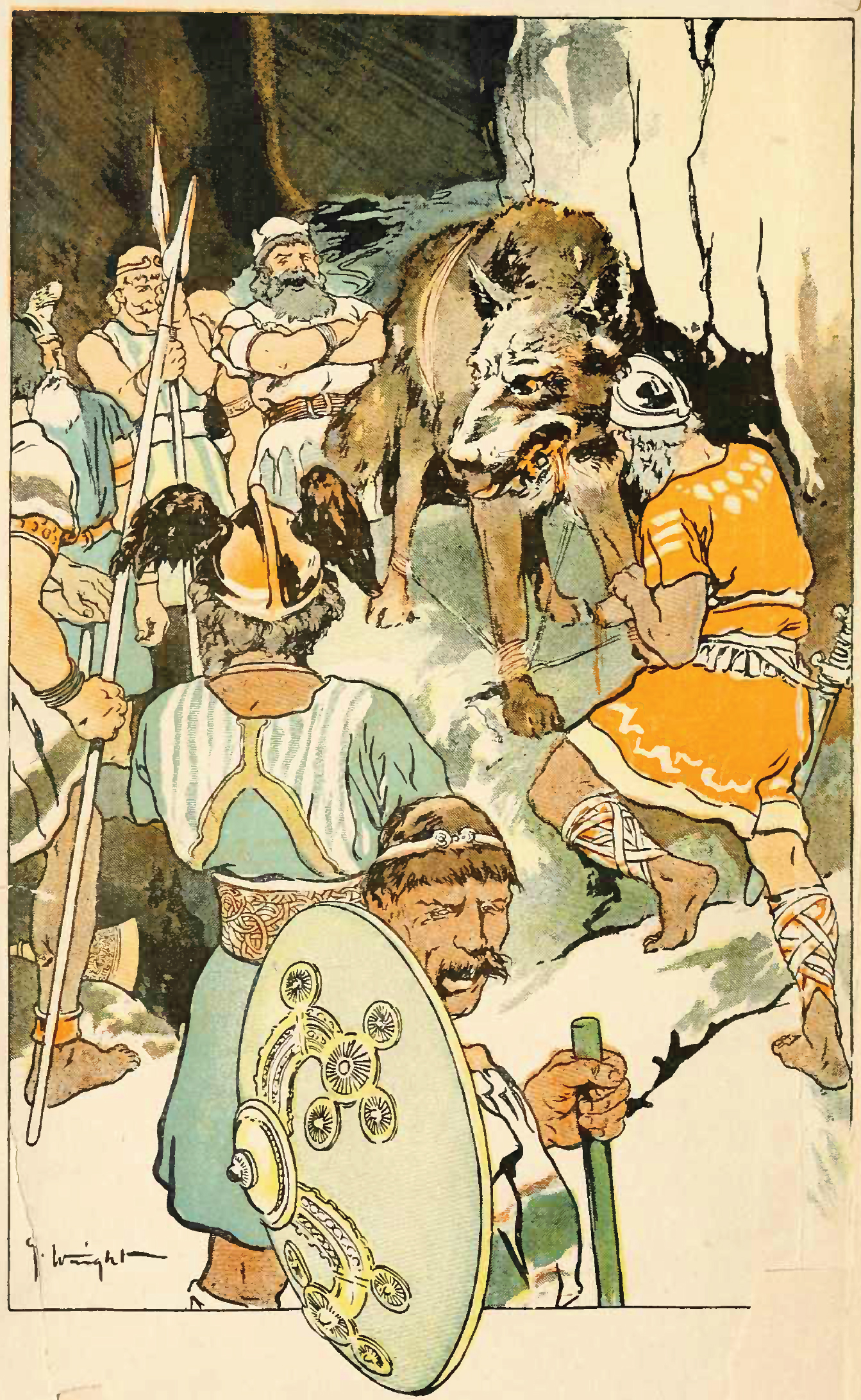
조지 라이트 작, 〈펜리르의 포박〉("The Binding of Fenrir", 1908년)

“이런 가느다란 끈 따위를 찢어 보았자 아무런 명성도 더 얻지 못할 것처럼 말을 하고 있지만, 만약 이 끈이 기교와 속임수를 이용해 만들어졌다면, 비록 이 끈이 약해 보여도, 결코 내 발을 집어넣지 않을 것이다.”

아스 신들은 펜리르가 앞서 쇠로 만든 구속도 쉽게 풀어 버렸던 것을 상기시키며, 이런 비단실 따위는 금방 끊어버릴 수 있을 것이라고 말했다. 그리고 펜리르가 이렇게 가느다란 글레이프니르를 끊어버릴 수 없다면 신들은 펜리르를 두려워할 이유가 없으며, 그러므로 펜리르를 자유롭게 풀어줄 것이라고 말했다. 펜리르가 대답했다.

“당신네들이 나를 묶어서 내가 풀려나지 못하게 된다면, 당신네들은 분명히 멀뚱히 보고만 있을 것이고, 나는 당신네들이 풀어 줄 때까지 오랜 시간을 기다려야 하는 꼴이 될 것이 분명하다. 그러므로 나는 그 끈으로 나를 묶는 것을 꺼리는 것이다. 나의 용기를 시험하려 든다면, 그 신용의 보증으로서 당신네 중 누군가 내 입 속에 손을 넣어 보라.”

이 말을 듣자 아스 신들은 딜레마에 빠져 서로서로 바라만 볼 뿐이었다. 모두들 펜리르의 아가리 속에 손을 넣기를 거부하는 가운데, 전쟁의 신 티르가 자신의 오른손을 꺼내 늑대의 턱에 올려놓았다. 펜리르가 발을 박차자 글레이프니르는 팽팽하게 수축되어 그 발을 옥죄었고, 펜리르가 용을 쓰면 쓸수록 끈으로 만들어진 족쇄는 점점 더 파고들어왔다. 이 꼴을 본 신들은 모두 웃음을 터뜨렸지만, 오른손을 잃고 만 티르는 웃지 못했다. 펜리르가 완벽하게 포박된 것을 확인한 신들은 겔갸(Gelgja→구속하다)라는 끈을 꺼내서 그 끈을 글레이프니르에 매달고 굘(Gjöll→비명)이라는 거대한 석판 아래 깔아 버린 뒤, 석판을 땅속 깊숙히 박아 버렸다. 그 뒤 신들은 트비티(Thviti→때리는 것, 학대하는 것)라는 커다란 돌을 갖다가, 더욱 땅속 깊숙히 처박아 고정시켰다. 당연히 펜리르는 폭력적인 반응을 보였다. 펜리르는 턱을 매우 크게 벌리고 신들을 물어뜯으려 들었다. 그러자 신들은 ‘어떤 검’("a certain sword")을 펜리르의 아가리에 쑤셔박아 칼자루가 펜리르의 아랫잇몸에, 칼끝이 펜리르의 윗잇몸에 걸리게 만들어 놓았다. 펜리르는 ‘공포스럽게 울부짖었고’, 아가리에서는 침이 흘렀다. 그리고 이 침은 반(Ván→희망)이라는 강을 이루었다. 펜리르는 라그나로크가 도래할 때까지 그 자리에 묶여 있을 것이다. 길피는 로키가 ‘몹시 끔찍한 가족’("pretty terrible family")을 만들었다고 생각하면서, 왜 아스 신들이 그냥 펜리르를 죽여 버리지 않았느냐고 질문했다. 높으신 분은 “신들은 자신들의 신성한 장소들과 보호받는 장소들을 너무나도 존중했기에 그 땅을 늑대의 피로 더럽히고 싶지 않았다. 비록 그 늑대가 오딘을 죽이게 될 것이라고 예언되었다고 할 지라도 말이다.”라고 대답한다.

#### 길피의 속임수 제38장, 제51장

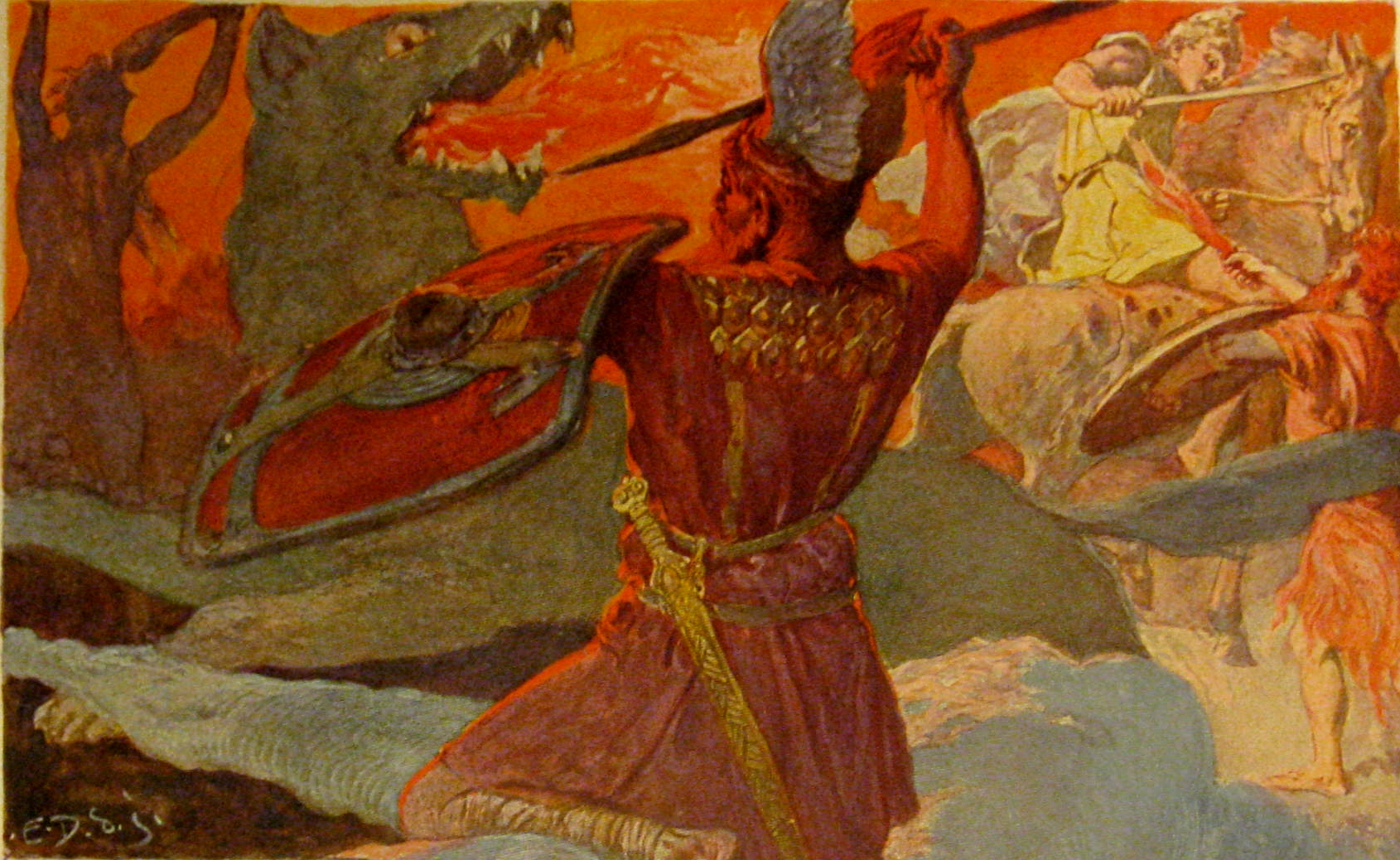
에밀 되플러 작, 〈오딘과 펜리스늑대, 프레이와 수르트〉("Odin und Fenriswolf Freyr und Surt", 1905년)

제38장에서 높으신 분은 발할라에는 많은 남자들이 있으며, 앞으로도 많이 오게 될 것이라고 말한다. 하지만 그나마도 “늑대가 당도했을 때는 너무 적으리라.” 제51장에서 높으신 분은 라그나로크 때 펜리르의 아들 스콜(Sköll)이 태양의 여신 솔을 집어삼키고 펜리르의 또다른 아들 하티 흐로드비트니손(Hati Hróðvitnisson)이 달의 신 마니를 집어삼키고, 하늘의 별들이 사라질 것이라고 예언한다. 땅이 격렬하게 흔들릴 것이고, 나무들이 뿌리를 드러내며, 산이 무너지고, 모든 속박이 풀릴 때 ― 펜리스늑대(Fenrisúlfr)가 자유의 몸이 된다. 길을 출발한 펜리르는 아가리를 넓게 벌려 윗턱이 하늘에 닿고 아랫턱이 땅을 긁으며, 눈과 콧구멍에서는 불꽃이 타오를 것이다. 그리고 펜리르가 형제 요르문간드와 함께 비그리즈(Vígríðr) 들판에 도착하면, 모든 군대가 거기 정렬해 있고, 어마어마한 전투가 벌어질 것이다. 말에 탄 오딘이 펜리르와 맞서기 위해 달려오지만, 펜리르가 오딘을 집어삼켜 잡아먹고, 오딘의 아들 비다르(Víðarr)가 앞으로 나아가 늑대의 앞턱을 한쪽 발로 짓밟는다. 비다르의 발에는 ‘영원의 시간 동안 모아진 재료’로 만들어진 전설적인 신발이 신겨져 있었고, 한쪽 손으로 늑대의 윗턱을 잡은 비다르는 그 아가리를 찢어 펜리스늑대를 쓰러뜨린다. 높으신 분의 이 예언은 《고 에다》의 〈무녀의 예언〉(Völuspá) 중 펜리르가 언급되는 부분에서 다수 차용된 것으로 보인다.

#### 시어법과 운율 일람

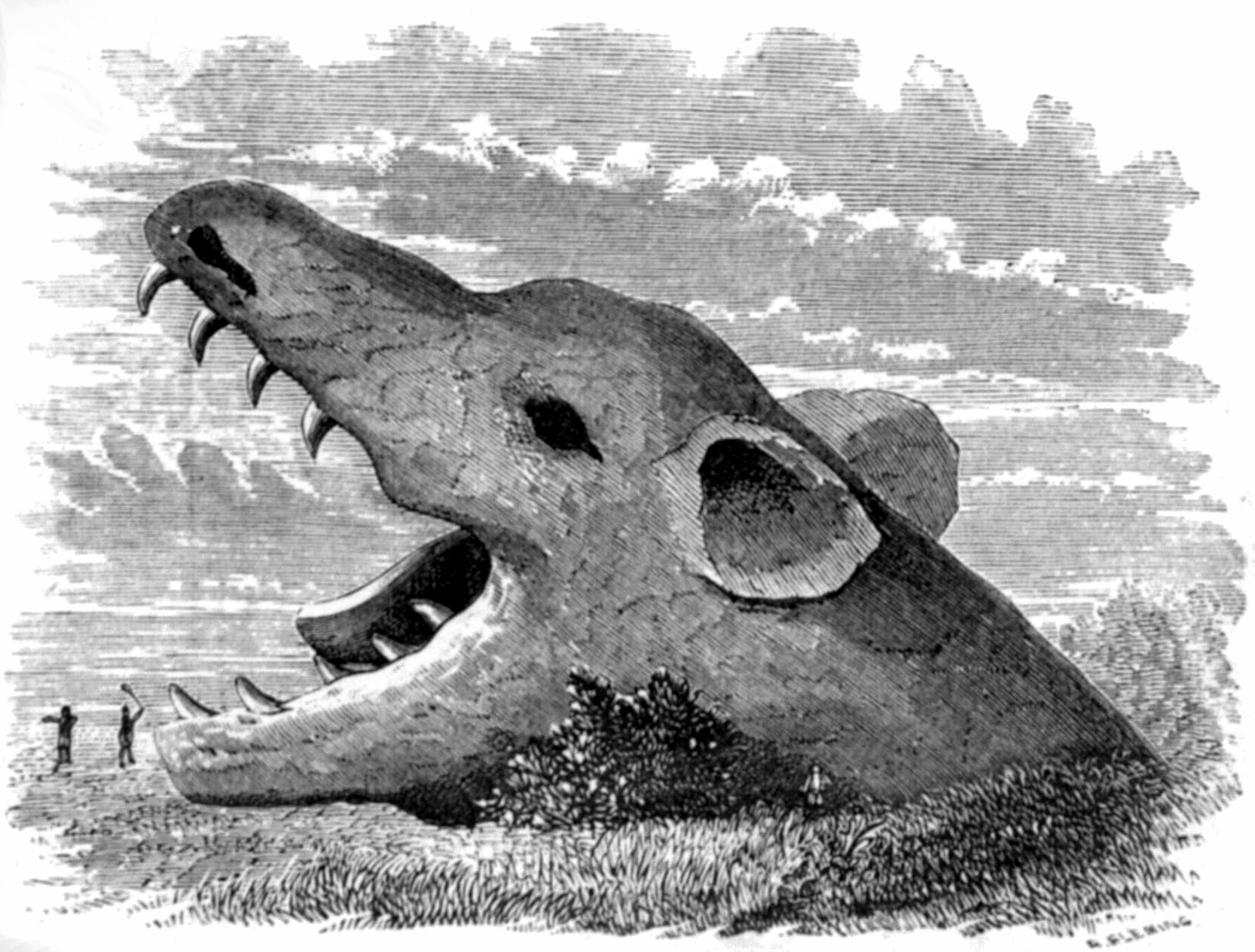
A. 플레밍 작, 《펜리르》(Fenrir, 1874년)

《신 에다》의 마지막 후반부인 〈시어법〉(Skáldskaparmál)에 보면 펜리르를 피루스와 동일시하는 에우헤메리즘적 해석이 등장한다. “그것이 오딘을 죽였고, 그들의 종교에 따르면 피루스가 늑대라고 할 수 있을 것이다. 피루스가 토르의 제단 앞에 있는 신전에서 왕을 죽였을 때, 보호받을 수 있는 곳이라고는 없으리라.” 〈시어법〉 제2장에는 10세기의 스칼드 시인 에길 스칼라그림손(Egill Skallagrímsson)을 따라 오딘을 가리키는 케닝(kenning; 완곡 대칭 수사법)이 ‘늑대의 적’(wolf's enemy)이라고 명시되어 있다. 제9장에는 티르의 케닝이 ‘늑대를 먹이는 자’(feeder of the wolf)라고 적혀 있으며, 제11장에는 비다르의 케닝이 ‘펜리스늑대를 죽인 자’(slayer of Fenrisúlfr)로 나타나 있다. 제50장에는 9세기 스칼드 시인 브라기 보다손(Bragi Boddason)의 〈라그나르의 송가〉(Ragnarsdrápa)의 일부를 인용해 헬을 가리켜 ‘그 거대한 괴물 늑대의 누이’(the monstrous wolf's sister)라고 한다. 제75장에는 바르그(warg, vargr; 펜리르와 그 아들들을 비롯한 괴물 늑대)와 늑대를 가리키는 이름들이 나열되어 있는데, 그 중에 ‘흐로드비트니르’(Hróðvitnir)와 ‘펜리르’(Fenrir)도 포함되어 있다.
〈시어법〉 제58장과 〈운율 일람〉(Háttatal) 제56장에 두 차례에 걸쳐 ‘펜리르’를 ‘늑대’를 가리키는 보통명사로 사용한 흔적이 발견된다. 또한 〈시어법〉 제75장에 요툰의 이름을 나열한 것 중에서도 ‘펜리르’(Fenrir)가 발견된다.

### 헤임스크링글라
《헤임스크링글라》(Heimskringla)의 〈선량왕 하콘 사가〉(Hákonar saga góða)의 마지막 부분에 10세기 스칼드 시인 에이빈드르 스칼다스필리르(Eyvindr skáldaspillir)의 시 〈하콘의 말〉(Hákonarmál)이 삽입되어 있다. 이 시는 노르웨이의 하콘 1세의 죽음에 관한 것이다. 하콘 1세는 기독교도였지만 발키리 두 명에 의해 발할라로 데려가져서 에인헤랴르가 되어버린다. 이 시의 뒤에서 두 번째 시구(stanza)에 머지않아 펜리르의 봉인이 끊어질 것이라는 내용이 있다.

텅 빈 땅에 선량한
왕과 같은 군주가 오기 전에,
속박에서 풀려난 펜리스 늑대가
인간의 땅을 유린할지라.

## 고고학적 유물

### 토왈드 십자가

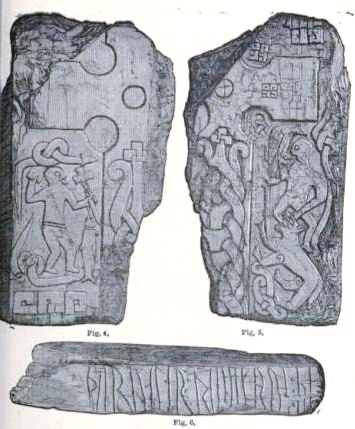
토왈드 십자가

맨섬에서 출토된 룬스톤 파편인 "토왈드 십자가"에는 수염이 난 사람이 늑대를 향해 창질을 하는 모습이 그려져 있다. 그의 오른발은 늑대의 입가에 위치해 있고, 커다란 새 한 마리가 그의 어깨에 앉아 있다. 룬데이터에 의하면 토왈드 십자가는 940년경의 물건이고, Pluskowski에 의하면 11세기의 물건이다. 이 조각은 라그나로크 때 펜리르에게 잡아먹히는 오딘을 묘사한 것으로 해석된다. 어깨에 앉은 새는 까마귀 또는 수리이다. 그런데 돌을 뒤집어 보면 사탄에 대한 승리를 거둔 예수가 새겨져 있다. 이런 점에서 토왈드 십자가는 노르드 종교와 기독교의 혼합주의적 예술작품이라고 일컬어진다.

### 고스포스 십자가
11세기 중반의 물건인 고스포스 십자가는 잉글랜드 컴브리아주에 소재해 있다. 이 십자가에는 기독교의 최후의 심판과 노르드의 라그나로크가 혼합되어 묘사되어 있다. 십자가에 조각된 형상 중에는 창을 든 한 사내가 괴물의 대가리를 마주하고, 한 발로 괴물의 혀와 아랫턱을 짓밝도 손으로는 윗턱을 젖혀올리는 것이 있다. 이것은 비다르가 펜리르를 죽이는 장면으로 해석된다. 또한 동시에 예수가 사탄을 무찌르는 것의 메타포라는 설도 제기되어 있다.

### 레드베르그 석

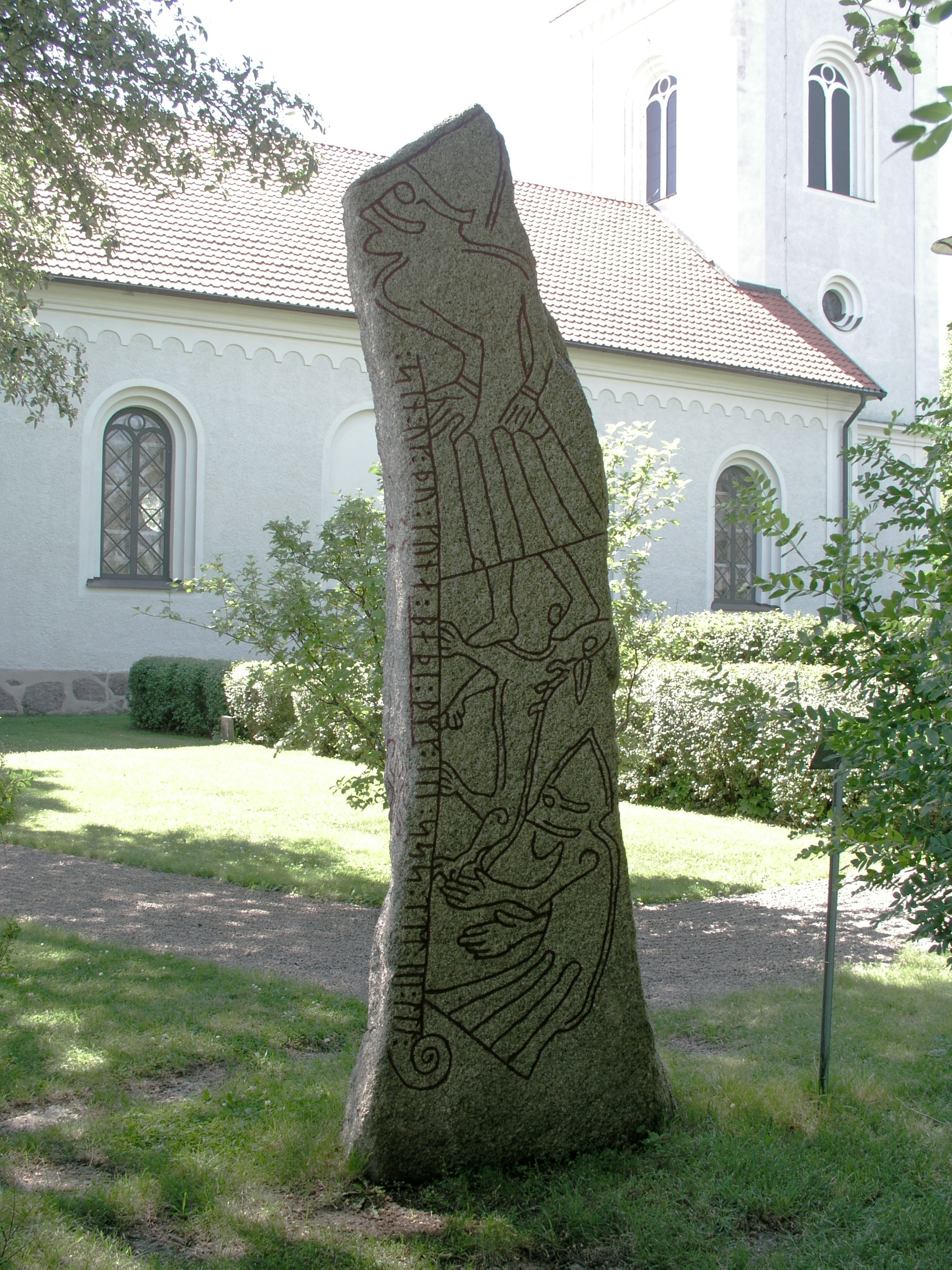
레드베르그 석

11세기 물건인 스웨덴의 레드베르그 석은 토왈드 십자가와 유사한 형상이 새겨져 있다. 한 사람이 네 발 달린 짐승의 입에 자기 발이 닿아 있는데, 이것 역시 라그나로크 때 펜리르에게 잡아먹히는 오딘을 그린 것일 수 있다. 짐승과 사람의 아래에는 다리가 없는 사람이 투구를 쓰고 있는데, 팔을 엎드린 자세로 하고 있다. 돌에 새겨진 룬 문자는 대부분 기념비적인 내용인데, 그 뒤에 “시스틸 미스틸 키스틸”이라는 암호화된 룬 문자 배열이 나타난다. 이것은 “이해하기 힘들”며, “고대 노르드 세계에는 널리 알려졌던 흥미로운 마법식” 이라고 일컬어진다. 일부 다른 암각화에서도 이 배열이 발견된다.

### 그 외
만약 툴스토프 룬스톤에 새겨진 조각이 라그나로크를 묘사한 것이 맞다면, 거기 새겨진 배가 나글파르이고 그 위에 있는 것이 펜리르이다.
마이어 샤피로는 중세 기독교 도상학에서 나타나는 "지옥문"(Hell Mouth)과 펜리르 사이에 어떤 연관이 있을 것이라는 학설을 제기했다. 샤피로에 따르면, "앵글로색슨의 지옥문(직역하면 지옥의 입)은 아마 북유럽 이교 신화의 종말을 알리는 천둥소리와 오딘을 잡아먹은 늑대와의 싸움에 영향을 받았을 것이다."

## 신화의 해석

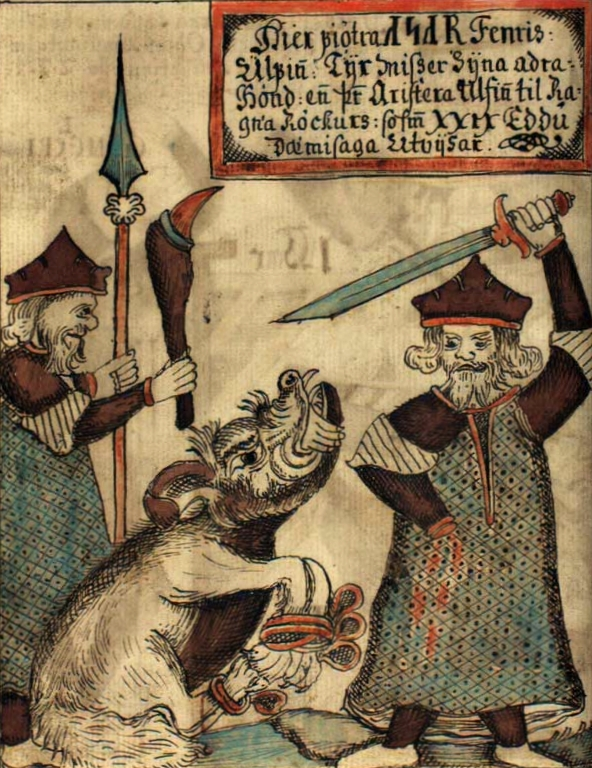
18세기 아이슬란드어 필사본에 그려진, 티르의 손을 물어뜯는 펜리르.

Andy Orchard는 《고 에다》에 나타나는 "개(또는 늑대)", 즉 가름, 스콜, 하티는 원래 모두 펜리르였을 것이라는 설을 제기한다. 그에 따르면 “스노리는 개념의 구분에 철저했기에, 해와 달을 집어삼키는 늑대를 스콜과 하티로 각각 명명하고, 라그나로크 때 가름과 티르가 싸운다(티르의 손을 씹어먹은 것이 펜리르임을 생각해 보자)고 설정했다.”
존 린도우는 〈길피의 속임수〉 제35장에서 나오듯 왜 신들이 펜리르는 요르문간드나 헬처럼 내다 버리지 않고 키웠는지 불확실하다고 지적한다. 그는 “오딘이 늑대와 관련이 있어서? 아니면 로키가 오딘의 의형제라서?” 등의 설을 제기한다. 또한 린도우는 펜리르의 역할을 그 아비인 로키와 형제인 요르문간드와 비교하면서, 이들 3부자는 모두 신들에 의해 포박되거나 격리당해 시간을 보내고 있으며, “이 시대의 종말이 다가오면” 돌아와서, “(신들을) 파괴하고, 자신들은 새로운 세대의 신에게 파괴당한다. 그리고 그들의 파괴자는 신세계의 생존자 중 하나가 된다”고 말한다.
노르드 신화의 펜리르와 페르시아 신화의 악마 아흐리만 사이의 유사성이 지적되기도 한다. 조로아스터교의 Yasht(신을 찬미하는 노래)들에 보면 타즈마 우루피가 앙그라 마이뉴를 말처럼 타고 30년을 돌아다녔다고 한다. 이에 대한 구체적 설명은 후대의 파시어 주석에서만 찾을 수 있는데, 지배자 타무라스(타즈마 우루피)는 간신히 아흐리만(앙그라 마이뉴)를 포박한 뒤, 아흐리만을 꽁꽁 묶어놓고 3일에 한 번 말처럼 타고 다닌다. 30년 뒤 아흐리만은 꾀를 써서 타무라스를 집어삼킨다. 타무라스의 형제인 잠시드가 아흐리만의 항문에 손을 집어넣어 타무라스의 시체를 꺼냈다. 악마의 내장에 접촉한 잠시드의 손은 시들어 버렸다. 이 이야기와 펜리르 이야기는 다음과 같은 유사성이 있다. 우선 어떤 사악한 존재를 지배자 존재가 포박하고, 나중에 사악한 존재는 지배자 존재를 잡아먹는다는 구조는 펜리르와 오딘의 관계를 연상시킨다. 그리고 괴물의 구멍(펜리르의 경우에 입, 아흐리만의 경우 항문)에 손을 집어넣는다는 점과 그 결과 손을 못쓰게 된다는 점은 티르와 펜리르의 관계와 유사하다.
갤커리 대학교의 생태학자 Valerius Geist는 펜리르의 포박과, 자신을 키워줬던 오딘을 죽이게 된다는 운명은 실제 자연계의 늑대의 습성에서 기반한 것이라고 주장한다. 늑대는 팩이라는 계급사회를 구성하도록 유전자 단계에 각인되어 있으며, 때로는 부모 개체에게 모반하여 그들을 죽이기도 한다. Geist는 “고대인들조차도 늑대에게 부모를 공격하고 자식이 부모를 죽이는 습성이 있다는 것을 알았음이 명백하다”고 말한다.

## 같이 보기
- 불개

## 참고 자료
- Crumlin-Pedersen, Ole & Thye, Birgitte Munch (eds.) (1995). The Ship as Symbol in Prehistoric and Medieval Scandinavia: Papers from an International Research Seminar at the Danish National Museum, Copenhagen, 5–7 May 1994. Nationalmuseet. ISBN 87-89384-01-6
- Dronke, Ursula (Trans.) (1997). The Poetic Edda: Volume II: Mythological Poems. Oxford University Press. ISBN 0-19-811181-9
- Faulkes, Anthony (Trans.) (1995). Edda. Everyman. ISBN 0-460-87616-3
- Hollander, Lee Milton (Trans.) (2007). Heimskringla: History of the Kings of Norway. University of Texas Press ISBN 978-0-292-73061-8
- Larrington, Carolyne (Trans.) (1999). The Poetic Edda. Oxford World's Classics. ISBN 0-19-283946-2
- Lindow, John (2001). Norse Mythology: A Guide to the Gods, Heroes, Rituals, and Beliefs. Oxford University Press. ISBN 0-19-515382-0
- Macleod, Mindy. Mees, Bernard (2006). Runic Amulets and Magic Objects. Boydell Press. ISBN 1-84383-205-4
- Merrony, Mark (2004). 《The Vikings: Conquerors, Traders and Pirates》. Periplus. ISBN 1-902699-54-8.
- Orchard, Andy (1997). Dictionary of Norse Myth and Legend. Cassell. ISBN 0-304-34520-2
- Pluskowski, Aleks (2004). 〈Apocalyptic Monsters: Animal Inspirations for the Iconography of Medieval Northern Devourers〉.   Bildhauer, Bettina; Mills, Robert. 《The Monstrous Middle Ages》. University of Toronto Press. 155–176쪽. ISBN 0-8020-8667-5.
- Puhvel, Jaan (1998). Comparative Mythology. The Johns Hopkins University Press. ISBN 0-8018-3413-9
- Richards, Julian D. (1999). 〈The Scandinavian Presence〉.   Hunter, John; Ralston, Ian. 《The Archaeology of Britain: An Introduction from the Upper Palaeolithic to the Industrial Revolution》. Routledge. 194–209쪽. ISBN 0-415-13587-7.
- Rundata 2.0 for Windows.
- Schapiro, Meyer (1980). Cain's Jaw-Bone that Did the First Murder, Selected Papers, volume 3, Late Antique, Early Christian and Mediaeval Art. Chatto & Windus, London, ISBN 0-7011-2514-4.
- Simek, Rudolf (2007) translated by Angela Hall. Dictionary of Northern Mythology. D.S. Brewer. ISBN 0-85991-513-1